# Zeitschrift für Geologische Wissenschaften
Die Zeitschrift für Geologische Wissenschaften (Journal for the Geological Sciences) war eine begutachtete wissenschaftliche Zeitschrift, die  vorrangig Originalarbeiten aus dem Gesamtgebiet der geologischen Wissenschaften in deutscher und englischer Sprache veröffentlichte. Die gedruckte Zeitschrift erschien viermal jährlich – zwei Ausgaben konnten als Doppelhefte erscheinen. Kurzfassungen bereits veröffentlichter Beiträge ab 2001 können kostenlos als E-Text (PDF) heruntergeladen werden. Vollständige Beiträge sind über den Verlag für Geowissenschaften Berlin erhältlich. Eine Indexierung der Zeitschrift erfolgt in: GeoRef, Chemical Abstracts und Geoline.

## Geschichte
Die „Zeitschrift für Geologische Wissenschaften“ bestand seit 1973. Sie wurde zunächst vom Akademie-Verlag veröffentlicht und seit 2005 vom Verlag für Geowissenschaften Berlin herausgegeben. Sie war unabhängig und allein der Wissenschaft verpflichtet. Im Juli 2008 wurde die zweisprachige Website der Zeitschrift gestartet.
Aufgrund einer fortschreitenden Sehbehinderung stellte Wutzke die Zeitschrift für Geologische Wissenschaften im Jahr 2019 ein.

## Art der Beiträge
- Article ist die Hauptform der Forschungsbeiträge, vor allem Arbeiten zu national oder international interessierenden Problemen.
- Short Communication können für die schnelle Veröffentlichung vorläufiger und besonders interessanter wissenschaftlicher Ergebnisse genutzt werden.
- Discussion bietet Raum für Diskussionsbeiträge zu früher erschienenen Beiträgen.